# Tweng
Tweng è un comune austriaco di 282 abitanti nel distretto di Tamsweg, nel Salisburghese. Ospita parte della stazione sciistica di Obertauern.